# Mistrzostwa Świata w Saneczkarstwie 2012
43. Mistrzostwa świata w saneczkarstwie 2012 odbywały się w dniach 10–12 lutego w niemieckim Altenbergu. W tym mieście mistrzostwa zostały rozegrane po raz drugi (poprzednio w 1996). Rozegrano cztery konkurencje: jedynki kobiet, jedynki mężczyzn, dwójki mężczyzn oraz zawody drużynowe. Pierwsze miejsce w klasyfikacji generalnej zdobyły Niemcy.

## Terminarz
| Data           | Miejscowość | Konkurencja      | Złoto                                                              | Srebro                                                                             | Brąz                                                             |
| -------------- | ----------- | ---------------- | ------------------------------------------------------------------ | ---------------------------------------------------------------------------------- | ---------------------------------------------------------------- |
| 12 lutego 2012 | Altenberg   | Jedynki kobiet   | Tatjana Hüfner                                                     | Tatjana Iwanowa                                                                    | Natalie Geisenberger                                             |
| 11 lutego 2012 | Altenberg   | Jedynki mężczyzn | Felix Loch                                                         | Albert Diemczenko                                                                  | Armin Zöggeler                                                   |
| 10 lutego 2012 | Altenberg   | Dwójki mężczyzn  | Austria Andreas Linger · Wolfgang Linger                           | Niemcy Toni Eggert · Sascha Benecken                                               | Austria Peter Penz · Georg Fischler                              |
| 12 lutego 2012 | Altenberg   | Drużynowe        | Niemcy Tatjana Hüfner · Felix Loch · Toni Eggert · Sascha Benecken | Rosja Tatjana Iwanowa · Albert Diemczenko · Władisław Jużakow · Władimir Machnutin | Kanada Alex Gough · Samuel Edney · Tristan Walker · Justin Snith |

## Wyniki

### Jedynki kobiet
- Data/Początek: Niedziela 12 lutego 2012/9:43 CET

| Medal | Zawodniczka          | Narodowość | 1. zjazd | 2. zjazd | Czas     | Strata |
| ----- | -------------------- | ---------- | -------- | -------- | -------- | ------ |
|       | Tatjana Hüfner       | Niemcy     | 52.183   | 52.198   | 1:44.381 |        |
|       | Tatjana Iwanowa      | Rosja      | 52.161   | 52.321   | 1:44.482 | +0.101 |
|       | Natalie Geisenberger | Niemcy     | 52.407   | 52.377   | 1:44.784 | +0.403 |
| 4.    | Alex Gough           | Kanada     | 52.394   | 52.424   | 1:44.818 | +0.437 |
| 5.    | Corinna Martini      | Niemcy     | 52.503   | 52.452   | 1:44.955 | +0.574 |
| 6.    | Anke Wischnewski     | Niemcy     | 52.503   | 52.506   | 1:45.009 | +0.628 |
| 7.    | Dayna Clay           | Kanada     | 52.716   | 52.656   | 1:45.372 | +0.991 |
| 8.    | Nina Reithmayer      | Austria    | 52.830   | 52.649   | 1:45.479 | +1.098 |
| ...   | ...                  | ...        | ...      | ...      | ...      | ...    |
| 19.   | Ewa Kuls             | Polska     | 53.423   | 53.521   | 1:46.944 | +2.563 |

### Jedynki mężczyzn
- Data/Początek: Sobota 11 lutego 2012/11:20 CET

| Medal | Zawodnik          | Narodowość | 1. zjazd | 2. zjazd | Czas     | Strata |
| ----- | ----------------- | ---------- | -------- | -------- | -------- | ------ |
|       | Felix Loch        | Niemcy     | 53.590   | 53.742   | 1:47.332 |        |
|       | Albert Diemczenko | Rosja      | 53.840   | 53.820   | 1:47.660 | +0.328 |
|       | Armin Zöggeler    | Włochy     | 53.821   | 53.925   | 1:47.746 | +0.414 |
| 4.    | Johannes Ludwig   | Niemcy     | 53.873   | 54.010   | 1:47.904 | +0.551 |
| 5.    | Andi Langenhan    | Niemcy     | 53.904   | 54.000   | 1:47.904 | +0.572 |
| 6.    | David Möller      | Niemcy     | 54.019   | 54.130   | 1:48.149 | +0.817 |
| 7.    | Samuel Edney      | Kanada     | 54.342   | 54.280   | 1:48.622 | +1.290 |
| 8.    | David Mair        | Włochy     | 54.318   | 54.344   | 1:48.662 | +1.330 |
| ...   | ...               | ...        | ...      | ...      | ...      | ...    |
| 26.   | Maciej Kurowski   | Polska     | 55.114   | [ a ]    | 55.114   |        |

### Dwójki mężczyzn
- Data/Początek: Piątek 10 lutego 2012/11:03 CET

| Medal | Zawodnicy                                    | Narodowość | 1. zjazd | 2. zjazd | Czas     | Strata |
| ----- | -------------------------------------------- | ---------- | -------- | -------- | -------- | ------ |
|       | Andreas Linger/Wolfgang Linger               | Austria    | 41.727   | 41.717   | 1:23.444 |        |
|       | Toni Eggert/Sascha Benecken                  | Niemcy     | 41.842   | 41.822   | 1:23.664 | +0.220 |
|       | Peter Penz/Georg Fischler                    | Austria    | 41.870   | 41.806   | 1:23.676 | +0.232 |
| 4.    | Tobias Wendl/Tobias Arlt                     | Niemcy     | 41.837   | 41.846   | 1:23.683 | +0.239 |
| 5.    | Władisław Jużakow/Władimir Machnutin         | Rosja      | 41.852   | 41.921   | 1:23.773 | +0.329 |
| 6.    | Christian Oberstolz/Patrick Gruber           | Włochy     | 41.936   | 41.985   | 1:23.921 | +0.477 |
| 7.    | Iwan Niewmierżycki/Władimir Prochorow        | Rosja      | 41.884   | 42.234   | 1:24.118 | +0.674 |
| 8.    | Hans Peter Fischnaller/Patrick Schwienbacher | Włochy     | 42.136   | 42.098   | 1:24.234 | +0.790 |
| ...   | ...                                          | ...        | ...      | ...      | ...      | ...    |
| 26.   | Artur Petyniak/Adam Wanielista               | Polska     | 49.164   | [ b ]    | 49.164   |        |

### Drużynowe
- Data/Początek: Niedziela 12 lutego 2012/13:43 CET

| Medal | Zawodnicy                                                              | Narodowość        | Czas     | Strata |
| ----- | ---------------------------------------------------------------------- | ----------------- | -------- | ------ |
|       | Tatjana Hüfner/Felix Loch/Toni Eggert/Sascha Benecken                  | Niemcy            | 2:22.003 |        |
|       | Tatjana Iwanowa/Albert Diemczenko/Władisław Jużakow/Władimir Machnutin | Rosja             | 2:22.092 | +0.089 |
|       | Alex Gough/Samuel Edney/Tristan Walker/Justin Snith                    | Kanada            | 2:22.404 | +0.401 |
| 4.    | Nina Reithmayer/Manuel Pfister/Andreas Linger/Wolfgang Linger          | Austria           | 2:22.736 | +0.733 |
| 5.    | Sandra Gasparini/Armin Zöggeler/Christian Oberstolz/Patrick Gruber     | Włochy            | 2:22.746 | +0.743 |
| 6.    | Erin Hamlin/Chris Mazdzer/Christian Niccum/Jayson Terdiman             | Stany Zjednoczone | 2:23.168 | +1.165 |
| 7.    | Maija Tīruma/Guntis Rēķis/Andris Šics/Juris Šics                       | Łotwa             | 2:23.293 | +1.290 |
| 8.    | Martina Kocher/Gregory Carigiet/Luca Hunziker/Christian Maag           | Szwajcaria        | 2:24.709 | +2.706 |
| ...   | ...                                                                    | ...               | ...      | ...    |
| 11.   | Ewa Kuls/Maciej Kurowski/Artur Petyniak/Adam Wanielista                | Polska            | 2:25.451 | +3.448 |

## Klasyfikacja medalowa
| Miejsce | Państwo | złoto | srebro | brąz | Razem |
| ------- | ------- | ----- | ------ | ---- | ----- |
| 1.      | Niemcy  | 3     | 1      | 1    | 5     |
| 2.      | Austria | 1     | 0      | 1    | 2     |
| 3.      | Rosja   | 0     | 3      | 0    | 3     |
| 4.      | Kanada  | 0     | 0      | 1    | 1     |
| 4.      | Włochy  | 0     | 0      | 1    | 1     |